# 隠し球
隠し球（かくしだま）とは、野球で、走者に気づかれないように野手がボールを隠し持ち、走者が塁から離れた時に触球して走者をアウトにするトリックプレイを指す。隠し球という言葉は、公認野球規則では定義されておらず用いられてもいないが、一般には広く普及している。英語ではhidden ball trickなどと呼ばれ、こちらも野球規則などに定められているわけではない。

## 概要

### ルールにおける隠し球
隠し球は、投手がボールを持っているように見せかけ、投手以外の野手がボールを隠し持ち、走者が離塁した際に触球をすることで行われることが多い。
具体的には、牽制球を投げられて帰塁した走者がヘッドスライディングなどで体勢を崩している間に内野手が返球の偽投を行い、投手への返球が行われたと誤認した走者が塁から手を離した隙にタッチアウトにする手法や、打者が進塁打を放ってプレイが一段落した際に野手が投手まで返球したと見せ掛けたり、一度投手まで返球したボールを再度巧妙に内野手まで受け渡す等して、油断した走者が塁から一瞬でも足を離した隙を突いてタッチアウトにする手法などが行われる。プレイ中にボールを捕球している内野手が、ベースカバーの為にマウンドを離れている投手に近づいて直接ボールを受け渡す「ふり」をする動作なども、隠し球の常套手段の一つである。
これらの手法は走者の油断だけではなく、ベースコーチが走者の動向に気を取られすぎて、インプレイ中のボールの行方にまで十分着目できていなかったり、更にはベンチの自軍要員がインプレイ中の敵野手の動向に対する警戒を怠っている場合に特に成功しやすいとされる。
ただし、投手がボールを持っていないのに投手板を跨いだり、捕手とサインの交換をするなどの偽装はボークとなる。日本プロ野球では、1999年4月3日の読売ジャイアンツ対阪神タイガース戦で、巨人の三塁手・元木大介が隠し球を試みたが、桑田真澄投手がボークをとられたという事例がある。桑田は、左足が投手板をまたいでいるように見えたと審判員から通告されたと語っている。
なお、走者はボールインプレイのときに離塁して触球されるとアウトになるので、プレイが一段落したところで審判員にタイムを要求し、タイムが宣告されボールデッドになってしまえばアウトになることはない。球審がプレイを宣告し、再びボールインプレイとなるときは、「ボールデッドになった後、投手が新しいボールか、もとのボールを持って正規に投手板に位置して、球審がプレイを宣告したときに、競技は再開される。」（公認野球規則5.12(8)）…と定められているので、一度ボールデッドとなれば、ルール上、隠し球が起こることはない。
従って、攻撃側の隠し球に対する防衛策としては、打者が必ずプロテクターを着用して打席に入り、出塁した際にはタイムを掛けてコーチにプロテクターを回収させる事を励行したり、走者がいる状況でプレイが止まった際には必ずタイムを掛けるよう要求する事などが挙げられる。
公式記録上では、補殺者なしで、走者に触球した野手に刺殺が記録される。また、プレイの状況によっては『併殺』・『三重殺』が記録される場合もある。

## 隠し球の事例
日本においては太平洋戦争中の1943年に「武士道に反する」という理由で禁止されていた。
現在においても、日本の高校野球ではしばしば「正々堂々としたプレイではなく、高校生らしくない」との論調が見られる（例：漫画『ラストイニング』）。ただし、高校野球特別規則でも特に禁止されているわけではないとされる一方、後述のように禁止になったようだとの意見もある。
高校野球史上初めて甲子園にて隠し球を決めたのは、1965年の第47回全国高等学校野球選手権大会初戦の丸子実業-天理高校戦にて、丸子実業の遊撃手が成功させた事例とされる。この時国内が賛否両論となった中、王貞治は「頭の良いチームにしか出来ない事」と丸子実業のプレーを評したという。また、高校野球史に残る激戦と言われる1979年の第61回全国高等学校野球選手権大会の箕島高校-星稜高校戦において、2-2の同点で迎えた延長14回裏一死三塁の場面で、星稜の三塁手の若狭徹が隠し球を成功させてサヨナラゲームのピンチを逃れている。
上宮出身で元巨人の元木大介によれば、1988年の第60回選抜高等学校野球大会の上宮対高知商業戦で元木が隠し球を決めたが、試合後に全国から上宮高校に「卑怯なことをするな」「きちんと教育しているのか」「高校生らしくない」などの苦情電話が殺到。以後、「どうもそれ以来、高校野球では隠し球が禁止になったみたいですよ」と元木は語っている。

### 具体例

#### 隠し球によるアウトの取り消し
1965年6月10日の近鉄バファローズ対南海ホークス戦で、9回表二死一塁で代打が起用された場面のこと、球審がプレイを宣告した直後、リードのため離塁した南海の一塁走者ケント・ハドリはボールを隠し持っていた近鉄の一塁手・高木喬に触球され、一塁塁審もアウトを宣告した。しかし、「代打起用のためタイムがかけられた後、投手がボールを持って正規に投手板に位置する前に球審がプレイを宣告したことが規則違反である」と南海監督・鶴岡一人が指摘し、球審もこれを認めたため、アウトは取り消された。

#### 映像で記録された隠し球
1984年5月29日の西武ライオンズ対南海ホークス第11回戦、1-0で迎えた2回裏一死二、三塁の局面で西武の打者行沢久隆が中堅方向に犠飛を放ち、三塁走者の石毛宏典がホームインして2点目を追加、二塁走者の駒崎幸一も三塁に進んだ。この時、南海の三塁手立石充男は中堅手河埜敬幸からの返球を捕球した後、投手畠山準に返球しないまま元の守備位置に付き、走者駒崎が三塁から足を離した一瞬の隙を突いて駒崎を刺殺した。
このプレイの特筆すべき点は河埜の返球から立石が隠し球を決めるまでの一連の流れが全て映像に記録されていた点である。当事者の立石の証言では、塁審の五十嵐洋一は立石が投手に返球していない事に気付いていたが、インプレイ中の為わざと気付いていない振りをしており、西武三塁ベースコーチの近藤昭仁も駒崎との会話に気を取られていてボールの行方に着目していなかったという。立石はまた、自身の意図に気付いた畠山と遊撃手の久保寺雄二が巧妙に時間稼ぎを行ってくれた事が成功の鍵であったという。一方の駒崎によると、近藤は自身のプロ入り初安打での出塁を考慮し、(広岡達朗監督の方針でもあった)無理な進塁狙いを諫める為に敢えて話し掛けてきた事、西武ベンチではコーチの森昌彦のみが立石が返球していない事に気付いていたが、コーチが選手のプレイに立ち入る事を気兼ねして積極的な注意指示が出せなかった事などが証言されている。
また、この映像は2015年時点で隠し球の手法が克明に記録されていたという点では、NPB史上唯一のものであるともされている。当時のカメラマンの間では「誰が最初に隠し球の完全な撮影に成功するか」が話題となっており、カメラマンの間では山崎裕之や元木大介らの内野手は「隙あらば隠し球を狙う曲者」として明確に認識されていたという。立石自身も二軍戦で数回隠し球を決めており、チームメイトからは「隠し球をいつでも狙っている」と認知されていたと証言している。
一連の映像はこの年の『プロ野球珍プレー・好プレー大賞』で取り上げられ、みのもんたによる軽妙なナレーションも相まって非常に有名な一幕となった。また、この映像の解析から、攻撃側が備えるべき隠し球の防衛策についても研究が進み、2015年現在ではNPBでこのような隠し球が再度決められる余地はほぼ無くなったともされている。

#### 一風変わった隠し球
1997年、クリーブランド・インディアンスの三塁手、マット・ウィリアムズが一風変わった方法の隠し球を敢行している。その際ウィリアムズはボールをグラブに隠したまま、相手チームのカンザスシティ・ロイヤルズの三塁走者ジェド・ハンセンに歩み寄り、「ベースの泥を払うから、ちょっとどいてくれ」と言葉をかけた。当時ルーキーだったハンセンは、オールスター常連のスター選手であるウィリアムズの言葉に素直に従い塁から離れ、タッチアウトとなったのである。

#### 史上最大の隠し球
2018年8月22日、米国在郷軍人会野球大会決勝戦のデラウェア・ポストワン対ネバダ・ラスベガス戦において、ネバダの選手4人の協同で成立させた「史上最大」とされる隠し球が成立した。
6回一死一、二塁の局面で、ネバダのジョシュ・シャルマン投手が二塁走者に牽制球を投げるも、二塁手が捕球に失敗。ボールが中堅側に後逸していく隙に、デラウェアの二塁走者は三塁へと走塁した。しかし、シャルマンの牽制球はルールブック上許容されている「二塁への偽投」であり、実際はボールを投げてはいなかった為、シャルマンはすかさず三塁手に送球、二塁走者はタッチアウトとなった。この隠し球は二塁手が牽制球の捕球に失敗し、中堅手が後逸したボールを捕球に向かう動作、更にはシャルマンが二塁手の失策に激高するジェスチャーに至るまで総てが隠し球として仕組まれたトリックプレイであり、タッチアウトを敢行した三塁手も含めた4人掛かりで仕掛けられたものであった。一連のプレイは余りにも演出が巧妙であり、牽制球が偽投である事には打席に立っていたデラウェアの打者以外の誰も気付かなかった程であったという。
しかし、試合自体はシャルマンが7回終了まで無得点の好投を見せるも105球制限で降板、後続投手を攻略したデラウェアが1-0でサヨナラ勝利し、ネバダの「史上最大の隠し球」は功を奏さなかった。

#### 国際大会での隠し球
2025年2月21日、第6回ワールド・ベースボール・クラシック（WBC）予選・台北ラウンドのニカラグア対南アフリカ戦において事例がある。7回裏のニカラグアの攻撃において、一死二塁で右翼手への飛球から二塁走者フレディ・ザモラがタッグアップにより三塁に進塁した。送球を受けた三塁手のアンソニー・フィリップスは、ジャスティン・エラスムス投手にグラブ同士で受け渡すふりをしてボールを持ち続け、ザモラがリードを取るため離塁した隙に触球した。このプレーに関して一度はエラスムスに対してのボークが宣告されたものの、リプレイ検証により取り消され隠し球が成立した。

## 隠し球に関する記録

### 日本プロ野球
日本プロ野球で隠し球をはじめて成功させたのは苅田久徳と言われているが、その苅田は六大学時代に、法政大学のチームメイトだった若林忠志から教えてもらったと話している。苅田は1933年の都市対抗野球でも隠し球を記録している。
1970年に1年で4度も成功させた大下剛史（東映フライヤーズ）や、広島東洋カープで大下の教えを請うた木下富雄(通算2度成功)、そのほか南海ホークスなどで活躍した飯田徳治、同じく南海の立石充男、読売ジャイアンツの元木大介(通算2度成功)らが名手として有名だった。元木によると、隠し球を敢行する際には「投手の演技力」も重要であるとしており、通算2回成功させた際にそれぞれ関わった桑田や斎藤雅樹は「ボールを持っているふり」が上手かったが、逆に槙原寛巳は演技が下手だった為、槙原の挙動の変化が原因で走者に隠し球の企図を見破られた事もあったという。
シーズン記録では前述の大下の他、1983年に3度成功させたティム・アイルランド(広島)が続くが、アイルランドはユニフォームの袖の中(脇の下)にボールを隠すという手法を用いており、後に木下もこの手法を採用した。
佐伯貴弘は横浜ベイスターズ在籍時に通算3度成功させている。
- 2001年 対読売ジャイアンツ戦…清原和博
- 2005年 対千葉ロッテマリーンズ戦…サブロー
- 2006年 対読売ジャイアンツ戦…李承燁

山﨑浩司は広島東洋カープ時代の2007年とオリックス・バファローズ時代の2009年に2度達成し、両リーグで隠し球を成功させている。
- 2007年 対読売ジャイアンツ戦…阿部慎之助
- 2009年 対福岡ソフトバンクホークス戦…田上秀則

上記の2009年の山﨑による隠し球以降、2020年シーズン終了現在、NPBにおける隠し球の成功例はない。
2010年代以降は、守備側もボールの傷や汚れによる変化球への影響や、異物の付着による攻撃側からの反則投球の指摘などを警戒する風潮から、プレイが止まった際にタイムを取って球審に対して「ボールの交換」を要求する事が増えてきた事も、隠し球の成立をより困難にする要因の一つとされている。今浪隆博も「今の近代野球の方がタイムをかける割合っていうのが多いねん」と指摘している。

### メジャーリーグベースボール
メジャーリーグベースボールでは、正確な記録ではないものの、かつてデトロイト・タイガースの三塁手だったビル・コーリンが、判っているだけで計9度の隠し球を成功させたとされている。コーリンは1907年のワールドシリーズでも隠し球を成功させており、現在ワールドシリーズ唯一の記録となっている。
隠し球を多く成功させている他の選手としては、ジョージ・ストヴォールとフランク・クロセッティが6度、スティック・マイケルが5度成功させたとされている。
隠し球を使って三重殺を完成させた事例が、メジャーリーグには2例ある（三重殺の項目を参照）。

## 派生
- ドラフト、特にプロ野球ドラフト会議において、実績やネームバリューに乏しく他球団がほとんどリストアップしていない選手を指名した場合「隠し球を指名」などと報道されることが多い。特に埼玉西武ライオンズがこういった選手をよくドラフトで指名している。
- 交渉事などで不利な局面に備えて最後まで隠しておくもの、切り札、という意味でもよく使われる。